# Ilakaka
Ilakaka je majhno mesto v regiji Ihorombe na jugozahodnem delu Madagaskarja. V začetku 1990-ih je bilo na tem območju le okoli 40 prebivalcev. Po odkritju enega največjih znanih aluvialnih nahajališč safirjev na Zemlji v dolini reke Ilakaka leta 1998 je prebivalstvo leta 2005 naraslo na skoraj 60.000. Ker so na kocki visoki dobički, je nasilje v mestu pogosto.

## Geografija
Ilakaka je v okrožju Ihosy v regiji Ihorombe, 735 km južno od Antananariva, blizu narodnega parka Isalo.
Najdemo ga ob Route nationale št. 7 od Toliare (210 km) do Fianarantsoa (307 km) na jugozahodnem Madagaskarju. Je 210 km od Tuléarja, 26 km od Ranohire in 84 km od Sakarahe.

## Zgodovina
Leta 1998, po odkritju pomembnega rudnika safirjev se je nekoč mirna podeželska vas spremenila v mesto podobno divjemu zahodu, žrtev »safirne mrzlice«, s tisočimi ljudi, ki so upali, da bodo obogateli, skupaj z bari, bordeli in njihovimi obračuni. Vročica je zajela vso državo in vsak dan prihaja na stotine ljudi iz vse regije.
Vlada je razglasila policijsko uro ob 21. uri, da bi zmanjšala negotovost v mestu.
Ilakaka je status občine pridobila šele leta 2015.

## Demografija
Vas je zaradi nenehnega priliva eksplodirala. Od leta 2008 je bilo po podatkih lokalnih oblasti približno 30.000 prebivalcev, vendar je številka glede na nenehen promet zelo približna. Zastopanih je vseh 18 etničnih skupin Madagaskarja.

## Religija
V Ilakaki sta mošeja in cerkev Rhema.

## Gospodarstvo
Lokalno gospodarstvo je osredotočeno na izkoriščanje safirjev; številne trgovine za odkupovanje safirjev so vzdolž Nationale 7. Kupci, mnogi iz Šrilanke ali Tajske, nato izvažajo safirje za rezanje in nadaljnjo prodajo na azijskem trgu. Nekateri rudarji obtožujejo te kupce, da so se dogovarjali za nakup po najnižji ceni, s čimer so rudarje prisilili, da svoje kamne prodajajo po zelo nizkih cenah, da bi nato ustvarili večji dobiček.
Turmalin izkoriščajo zelo skromni ljudje, pogosto od očeta do sina, ki upajo, da bodo obogateli.

## Okolje in infrastruktura
Neuradne parcele so prepredene z vodnjaki, v katere se rudarji spuščajo, da bi našli žilo. Pokrajina je bila s takimi operacijami preoblikovana.
Barake iz pločevine, v katerih živijo rudarji, nimajo ne tekoče vode ne elektrike, asfaltiranih cest je zelo malo.
Območje je polno ogromnih baobabov.